# کریستینا میلان
کریستینا میلان (انگلیسی: Christina Milian؛ زادهٔ ۲۶ سپتامبر ۱۹۸۱) یک موسیقی‌دان اهل ایالات متحده آمریکا است. وی از سال ۱۹۹۶ میلادی تاکنون مشغول فعالیت بوده‌است.
از فیلم‌های معروف او می‌توان به فیلم ارواح دوست دخترهای سابق، آرام باش و مرد خانه اشاره نمود.